# Mackinac Island (Michigan)
Mackinac Island – miasto w Stanach Zjednoczonych, w stanie Michigan, w hrabstwie Mackinac.